# Mathieu-François Pidansat de Mairobert
Mathieu-François Pidansat de Mairobert (Chaource, 20 de febrero de 1707–París, 27 de marzo de 1779) fue un escritor, periodista y polígrafo francés.
Llegó en su juventud a París, ciudad en la que permaneció el resto de su vida. Se inició como abogado. Frecuentaba el café Procope, donde alternó con otros cuentistas y autores. El 2 de julio de 1749 fue detenido por posesión y difusión de versos sediciosos; pasó casi un año en la Bastilla y no fue liberado hasta junio de 1750.
Fue comisario de la Marina, censor real al menos desde 1759, y miembro de la Academia de Caen. Desde 1764 ostentó el título honorífico de secretario del rey. Su dedicación principal, sin embargo, fue la composición a mano y distribución de noticias que entresacaba de sus reuniones en la Paroisse, el salón parisino de madame Doublet que frecuentaba.
Fue amonestado por el Parlamento como acreedor en el asunto del célebre marqués de Brunoy, y se suicidó en París el 27 de marzo de 1779 cortándose las venas y posteriormente disparándose con una pistola.

## Obras
Escribió numerosos escritos en relación con acontecimientos políticos y literarios de su época, de los que se pueden destacar:
- Querelle de M.M. de Voltaire et de Maupertuis, (1753)
- Correspondance secrète, et familière du chancelier de Maupeou avec Sorhouet, (1771)
- Principes sur la Marine, (1775)
- Anecdotes sur Mme. la comtesse du Barry (Londres, 1775), es una biografía hecha de trozos de noticias juntados sobre la amante Madame du Barry del rey Luis XV de Francia que llegó a ser una obra muy vendida en la Francia de la época.[2]
- L'Observateur anglais (1777-1778, 4 vol.), plusieurs fois réimprimé sous le titre de l’Espion anglais (leer)
- Lettres de Mme du Barry (Londres, 1779)